# 1907 في المملكة المتحدة
فيما يلي قوائم الأحداث التي وقعت خلال عام 1907 في المملكة المتحدة.

## أحداث
- 1 يناير – مؤتمر كامبل بنرمان

## رياضة
- 1 يناير – بطولة ويمبلدون 1907

## مواليد

### يناير
- 1 يناير – غوردون ساذرلاند فيزيائي بريطاني.
- 3 يناير – راي ميلاند
- 13 يناير – جورج راينور لاعب ومدرب كرة قدم إنجليزي.
- 22 يناير – ديكسي دين لاعب كرة قدم إنجليزي.

### فبراير
- 2 فبراير – والتر دونالدسون لاعب سنوكر من المملكة المتحدة.
- 9 فبراير – سكوت ماكدونالد كوكستر رياضياتي كندي.
- 21 فبراير – ويستن هيو أودن
- 22 فبراير – جون بولبي بَريطانِيِّ نفساني.

### مارس
- 4 مارس – روزاليند بيت-ريفيرز
- 19 مارس – إليزابيث ماكونشي ملحنة من المملكة المتحدة.
- 23 مارس – تومي جونز لاعب كرة قدم إنجليزي.

### أبريل
- 10 أبريل – تيد ميلورس متسابق دراجات نارية من المملكة المتحدة.
- 10 أبريل – فريدريك كوبلستون

### مايو
- 13 مايو – دافني دو مورييه كاتبة بريطانية.
- 22 مايو – لورنس أوليفيه
- 31 مايو – هيرمان آرثر يان

### يونيو
- 1 يونيو – فرانك ويتل
- 7 يونيو – توماس كلارك كاتب سيناريو بريطاني.
- 12 يونيو – ألكسندر وود لاعب كرة قدم أمريكي.
- 15 يونيو – هاري لي لاعب كرة مضرب بريطاني.
- 23 يونيو – جيمس ميد عالم اقتصاد بريطاني.
- 28 يونيو – إميلي بيري ممثلة بريطانية.

### يوليو
- 16 يوليو – إيلين بينيت ويتينجستال لاعبة كرة مضرب بريطانية.
- 17 يوليو – جورج ساوثول درّاج طريق من المملكة المتحدة.

### أغسطس
- 7 أغسطس – برنارد برودي

### سبتمبر
- 21 سبتمبر – إدوارد بولارد فيزيائي من المملكة المتحدة.
- 25 سبتمبر – وليام هارفيل درّاج طريق من المملكة المتحدة.
- 30 سبتمبر – ستانلي هوكر

### أكتوبر
- 2 أكتوبر – ألف داي لاعب كرة قدم ويلزي.
- 2 أكتوبر – ألكسندر تود
- 24 أكتوبر – باتريشيا غريفين

### نوفمبر
- 17 نوفمبر – إسرائيل ريكاردي
- 20 نوفمبر – ريجي مين
- 27 نوفمبر – إريك بروك لاعب كرة قدم إنجليزي.

### ديسمبر
- 15 ديسمبر – ريتشارد كروسمان
- 19 ديسمبر – جيمي مكلارنين ملاكم كندي.
- 22 ديسمبر – بيغي أشكروفت

## وفيات

### فبراير
- 12 فبراير – موريل روب (مواليد 1878) لاعبة كرة مضرب من المملكة المتحدة.

### مايو
- 30 مايو – ماكسويل تيلدن ماسترز (مواليد 1833) عالم نبات بريطاني.

### يوليو
- 14 يوليو – ويليام هنري بيركن (مواليد 1838) عالم كيميائي.

### أغسطس
- 15 أغسطس – جون كير (مواليد 1824)

### سبتمبر
- 16 سبتمبر – جيمس كارول (مواليد 1854) طبيب أمريكي.

### أكتوبر
- 12 أكتوبر – ريتشارد بارون (مواليد 1847)

### ديسمبر
- 17 ديسمبر – لورد كلفن (مواليد 1824)
- 28 ديسمبر – ألفريد بارينغ غارود (مواليد 1819)